# Hohberghorn
De Hohberghorn is een 4219 meter hoge berg in het Zwitserse kanton Wallis. De berg maakt deel uit van het Mischabelmassief, gelegen tussen het Mattertal en het Saastal.
De Hohberghorn is de enige berg van de Nadelfgraat die geheel met sneeuw bedekt is. Uitgangspunten voor de beklimming van de top zijn de Domhütte (2940 m) aan de westzijde en de Mischabelhütte (3328 m) aan de oostzijde.
De top van de Hohberghorn werd voor het eerst bereikt in augustus 1869 door R. B. Heathcote met de gidsen F. Biner, P. Perren en P. Taugwalder.